# Neofiti
De Neofiti waren cryptojoden die in het zuiden van Italië woonden, met name op Sicilië. Hun voorouders werden in de 13e eeuw gedwongen zich te bekeren tot het christendom. In het geheim bleven ze het jodendom uitoefenen. Zo konden ze redelijk ongestoord hun eigen identiteit behouden. Hier kwam een einde aan toen in de 16e eeuw de Spaanse Inquisitie het gebied bereikte. Toen werden de Joden verdreven van Sicilië en veel Neofiti omgebracht, met name op Sicilië.